# Helmuth Pehlke
Helmuth Pehlke (* 15. November 1943 in Zitzmin; † 22. März 2023) war ein deutscher Theologe und Senior Research Professor für Altes Testament am Southwestern Baptist Theological Seminary in Fort Worth/Texas und am Bibelseminar Bonn. Zuvor arbeitete er als Dozent an verschiedenen deutschen evangelikalen Ausbildungsstätten wie der Freien Theologischen Hochschule Gießen (FTH).

## Leben
Helmuth Pehlke wurde 1943 als Sohn von Bruno und Emma Pehlke geboren, die in Pommern einen kleinen landwirtschaftlichen Hof bewirtschafteten. Der Vater galt im Zweiten Weltkrieg als vermisst. Die Familie lebte von 1945 bis 1959 in Flüchtlingslagern bei Lübeck. Nach der Schulzeit besuchte Helmuth Pehlke von 1963 bis 1970 verschiedene Bibelschulen und war danach bis 1975 theologischer Lehrer an der Bibelschule Bergstraße in Seeheim. Am Dallas Theological Seminary studierte er von 1975 bis 1983 Theologie, war dort 1978–1983 Lehrassistent im Fachbereich Semitistik und Altes Testament und wurde 1985 zum Doktor der Theologie promoviert. An der Freien Theologischen Hochschule in Gießen war er von 1983 bis 2015 Dozent für Altes Testament. Von 2005 bis zu seinem Tod war er Professor für Altes Testament am Southwestern Baptist Theological Seminary, Fort Worth/Texas, und in dessen deutschem Masterprogramm am Bibelseminar Bonn. Im Jahr 2016 wurde er in Fort Worth, Texas zum Research Professor und 2017 zum Senior Research Professor ernannt.
Helmuth Pehlke war seit 1970 mit Lore Pehlke geb. Zander verheiratet und hatte mit ihr drei Söhne.

## Werke (Auswahl)

### Veröffentlichungen
- An Exegetical and Theological Study of Gen 49. Thesis (Th.D.) Dallas Theological Seminary. University Microfilms, Ann Arbor/MI 1985.
- Anmerkungen zur Exegese des Dekalogs. In: Helmut Burkhardt (Hrsg.). Begründung ethischer Normen. R. Brockhaus, Wuppertal 1988, ISBN 3-417-29339-1, S. 49–66.
- Lexikonartikel: König, Königtum; Levitikus; Mose; Salomo; Strafe, Straftat. In: Das Große Bibellexikon. Brunnen/R. Brockhaus, Gießen/Wuppertal 1988/1989, ISBN 3-417-24612-1, S. 805–808, 885–888, 992–996, 1320–1323, 1489–1494.
- Das Verhältnis der Archäologie zur Exegese, dargestellt an drei Beispielen. In: Jahrbuch für Evangelikale Theologie. Bd. 10, 1996. ISSN 0933-3835, S. 7–32.
- Schriftlichkeit im Alten Vorderen Orient und im Alten Testament; Bünde im Alten Vorderen Orient und im Alten Testament; Propheten im Alten Vorderen Orient und im Alten Testament. In: Zur Umwelt des Alten Testaments. Hänssler, Holzgerlingen 2002, ISBN 3-7751-3382-8, S. 1–41, 76–113, 154–187.
- Glaube und Handeln im Alten Testament. In: Jahrbuch für Evangelikale Theologie. Bd. 19, 2005, ISSN 0933-3835, S. 73–91.
- Faith and Conduct in the Old Testament. In: Southwestern Journal of Theology. Bd. 48, 2005, S. 51–67.
- Anmerkungen zu Gen 9,6. In: Walter Hilbrands (Hrsg.): Sprache lieben – Gottes Wort verstehen. Beiträge zur biblischen Exegese. FS für Heinrich von Siebenthal. Brunnen, Gießen/Basel 2011, S. 75–86.
- Observations on the Historical Reliability of the Old Testament. In: Southwestern Journal of Theology. 56:1, Fall 2013, S. 65–85 (online, PDF).
- Lexikonartikel: Metallurgy; Mining. In: Edwin M. Yamauchi, Marvin R. Wilson (Hrsg.): Dictionary of Daily Life in Biblical and Post-Biblical Antiquity. Vol 3. Peabody/MA: Hendrickson 2015, ISBN 978-1-61970-727-6, S. 300–337, 364–387.
- Israel. Daten, Fakten, Hintergründe, um das Heilige Land zu verstehen. Brunnen, Gießen 2018, ISBN 978-3-7655-4252-7.
- Eschatologie im Alten Testament. In: Walter Hilbrands (Hrsg.): Bedeutung und Botschaft des Alten Testaments (Edition C Bibelkommentar Altes Testament, Ergänzungsband 2), SCM R. Brockhaus, Witten 2025, ISBN 978-3-417-02044-1, S. 337–356 (posthum).

### Herausgeber
- Edition C Bibelkommentar Altes Testament. SCM R. Brockhaus, Witten 1998–2023.
- Zur Umwelt des Alten Testaments. Hänssler, Holzgerlingen 2002, ISBN 3-7751-3382-8.
- Eugene H. Merrill: Die Geschichte Israels. Ein Königreich von Priestern. 2. Aufl. Hänssler, Holzgerlingen 2006, ISBN 3-7751-4529-X.